# تشارلز وليامز ناش
تشارلز وليامز نـاش (بالإنجليزية: Charles Williams Nash)‏ هو رائد أعمال أمريكي، ولد في 28 يناير 1864 في كورتلاند في الولايات المتحدة، وتوفي في 6 يونيو 1948 في بيفرلي هيلز في الولايات المتحدة.
لعب ناش دورًا مهمًا في بناء جنرال موتورز عندما كان الرئيس الخامس للشركة. في سنة 1916، اشترى شركة توماس بي. جيفري التي كانت تصنع سيارة رامبلر وأعاد تسمية الشركة لتصبح ناش موتورز. وبشكل مستقل، لعب دورًا مهمًا في مجال صناعة السيارات الذي كانت تسيطر عليه الشركات الثلاث الكبرى (جنرال موتورز وفورد وكرايسلر). استطاع ناش تحقيق الأرباح عبر التركيز على السيارات المصممة بشكل جيد وذات السعر فوق المتوسط. اشترى العديد من الشركات التي كانت تعاني من خسائر في ولاية ويسكونسن ليدمجهم معًا.
تقاعد عن دوره كرئيس ناش موتورز في سنة 1932 لكنه ظل رئيس مجلس الإدارة لبضعة أعوام قبل أن يتقاعد نهائيًا.

## طفولته
ولد ناش لعائلة فقيرة في كورتلاند في ولاية إلينوي. انفصل والداه عندما كان في السادسة من عمره وهجراه. ومن ثم قررت محكمة محلية توفير عمل له في مزرعة في ولاية ميتشيجان حتى يصل إلى سن الحادية والعشرين.

## التقاعد والوفاة
تقاعد ناش من شركته في عام 1936 وعاش في كاليفورنيا. بدأت صحته بالتدهور تزامنًا مع مرض زوجته ووفاتها في عام 1947، وقد لحقها في العام التالي عن عمر ناهز الأربع وثمانين عامًا في بيفيرلي هيلز في كاليفورنيا ودفن في غلينديل بجوار زوجته.
ترك ناش ثروة قدرت بنحو 50 مليون دولار وقتذاك (ما يساوي تقريبًا خمسمائة وثلاثين مليون دولار في سنة 2019).